# Staroźreby (gromada)
Staroźreby – dawna gromada, czyli najmniejsza jednostka podziału terytorialnego Polskiej Rzeczypospolitej Ludowej w latach 1954–1972.
Gromady, z gromadzkimi radami narodowymi (GRN) jako organami władzy najniższego stopnia na wsi, funkcjonowały od reformy reorganizującej administrację wiejską przeprowadzonej jesienią 1954 do momentu ich zniesienia z dniem 1 stycznia 1973, tym samym wypierając organizację gminną w latach 1954–1972.
Gromadę Staroźreby z siedzibą GRN w Staroźrebach utworzono – jako jedną z 8759 gromad na obszarze Polski – w powiecie płockim w woj. warszawskim, na mocy uchwały nr VI/10/13/54 WRN w Warszawie z dnia 5 października 1954. W skład jednostki weszły obszary dotychczasowych gromad Opatówiec, Przedpełce, Słomkowo, Staroźreby, Staroźreby Nowe i Stoplin ze zniesionej gminy Staroźreby oraz obszar dotychczasowej gromady Sędek ze zniesionej gminy Bielsk w tymże powiecie. Dla gromady ustalono 22 członków gromadzkiej rady narodowej.
29 lutego 1956 do gromady Staroźreby przyłączono kolonię Zdziar Las z gromady Zdziar Wielki w tymże powiecie.
31 grudnia 1959 do gromady Staroźreby przyłączono obszary zniesionych gromad Bromierz Nowy i Ździar Wielki w tymże powiecie.
1 stycznia 1969 do gromady Staroźreby włączono wsie Aleksandrowo, Chudzyno, Dąbrusk, Jaroszewo, Jaroszewo Biskupie, Lubiejewo, Mrówczewo, Smardzewo i Teodorowo-Zagroba ze zniesionej gromady Zagroba w tymże powiecie. Tego samego dnia wsie Jaroszewo, Jaroszewo Biskupie, Lubiejewo i Zagroba wyłączono z gromady Staroźreby, włączając je do gromady Łęg Probostwo w tymże powiecie (niejasne dlaczego wsi tych nie można było włączyć bezpośrednio z gromady Zagroba do gromady Łęg Probostwo).
Gromada przetrwała do końca 1972 roku, czyli do kolejnej reformy gminnej. 1 stycznia 1973 w powiecie płockim reaktywowano gminę Staroźreby.